# Лампасов, Леонид Алексеевич
Леони́д Алексе́евич Лампа́сов (20 июня 1937, Орехово-Зуево, Московская область — 10 ноября 2003, Краснодар) — советский футболист, защитник и нападающий.

## Карьера
Заниматься футболом начал в 1951 году в Москве, затем выступал в юношеских командах клуба «Красное Знамя» из Орехово-Зуева.
В 1957 году провёл 3 матча в первенстве и 1 поединок в Кубке СССР за ворошиловградские «Трудовые Резервы». Затем перешёл в «Трудовые Резервы» ставропольские, за которые сыграл в том сезоне 15 встреч. В 1958 году снова выступал за ставропольский коллектив, в тот год называвшийся уже «Спартаком», после чего перешёл в «Знамя Труда», где ранее играл в юношеских командах, провёл за три неполных сезона 41 матч и забил 10 голов. Кроме того, принял участие в 5 поединках и забил 4 мяча в Кубке СССР в сезоне 1958 года.
С 1960 по 1961 год защищал цвета московского «Динамо», в составе которого дебютировал в высшей по уровню лиге СССР, где провёл 3 встречи и забил 2 гола в сезоне 1960 года, в котором команда стала бронзовым призёром чемпионата СССР. Кроме того, сыграл за москвичей в 1 неофициальном поединке.
В сезоне 1962 года выступал за краснодарский «Спартак», в 12 матчах первенства забил 2 мяча, команда в итоге стала победителем Класса «Б» и чемпионом РСФСР. С 1963 по 1964 год играл за майкопский «Урожай», в сезоне 1963 года забил 7 голов, а в следующем сезоне провёл 26 матчей, но отличиться не смог.